# 決戰星期五/太陽在看
《決戰星期五／太陽在看》（決戦は金曜日／太陽が見てる）為日本音樂團體DREAMS COME TRUE於1992年9月19日發行的第11張單曲。

## 說明
- DREAMS COME TRUE首次銷售突破百萬張之單曲。
- 單曲中兩曲皆收錄在之後發行的第五張專輯：『The Swinging Star』
- 日本TBS電視台所製作的音樂排名節目：『突然综艺速报！！COUNT DOWN100（日语：突然バラエティー速報!!COUNT DOWN100）』第一集之中獲得第一名的作品。

## 收錄曲目
1. 決戰星期五  〈決戦は金曜日〉
  - 作詞:吉田美和、作曲・編曲:中村正人
  - 團體成員有參與演出的富士電視台節目：『高兴地很喜欢（日语：うれしたのし大好き）』之主題曲，此節目即是在星期五中播放。
  - 歌詞中描寫了週末下班女性趕赴約會的既期待又緊張的心情。同時2004年發行專輯「DIMOND 15」收錄的「朝日の洗礼」為本曲的續作〈歌詞內容有相當關係〉。
  - 專輯『The Swinging Star』收錄的版本（Version of "THE DYNAMITES"）與此單曲版本不同。
2. 太陽在看 〈太陽が見てる〉
  - 作詞:吉田美和、作曲・編曲:中村正人
  - 富士軟片的廣告歌曲。